# Долнолуковитско македонско благотворително братство
Долнолуковитско македонско благотворително братство „Митре Влаха“ е организация на бежанците от областта Македония, установили се в Долни Луковит.

## История
Братството е учредено на 7 март 1926 година на събрание с председател Христо Търпенов, а изчитането на проекто устава е възложено на В. Грашева. За патрон на братството е избран Митре Влаха, а за празник – Димитровден. В настоятелството влизат Юрдан Трифонов (председател), Христо Търпенов (подпредседател), Христина Николова (секретар), Динко Янев (касиер), Анастас Христов, Димитър Илиев и Павел Митов са съветници. В контролната комисия са Станко Спасов, Фоти Стоянов и Ставри Дичев.
На 26 януари 1936 година е избрано ново ръководство с председател Павел Тръпчев, Димитър Трайков е подпредседател, а Динко Янев е секретар. Членовете на братството са основно бежанци от Кономлади.
През 1938 година в ръководството на братството влизат Костадин Хр. Георгиев (председател), Димитър Тър. Леков (подпредседател), Ангел Димитров Илиев (секретар-касиер), Димитър Трайков, Димитър Илиев и Христина Н. Малкова са съветници. В контролната комисия влизат Илия Димитров Трайков (председател), Никола Иванов Монков (член) и Павел Илванов Тръпчев (член).